# Darkane
A Darkane nevű svéd melodikus death metal/thrash metal együttes 1991-ben alakult meg Helsingborgban. Lemezeik a Nuclear Blast gondozásában jelennek meg. Korábban Demise és Agretator neveken működtek. A jelenlegi nevük az angol "dark" és "arcane" szavak keresztezése. 

## Tagok

### Jelenlegi tagok
- Peter Wildoer - dobok
- Christofer Malmström - gitár
- Jörgen Löfberg - basszusgitár
- Klas Ideberg - ritmusgitár
- Lawrence Mackrory - ének

### Korábbi tagok
- Jesper Granath - basszusgitár
- Pierre Richter - ének, gitár
- Björn Strid - ének
- Andreas Sydow - ének
- Jeris Broman - ének

## Diszkográfia
- Rusted Angel (1999)
- Insanity (2001)
- Expanding Senses (2002)
- Layers of Lies (2005)
- Demonic Art (2010)
- The Sinister Supremacy (2013)

## Egyéb kiadványok
- Layers of Live (koncert-DVD, 2010)